# Elecciones presidenciales de Austria de 1998
El 19 de abril de 1998 se celebró la elección presidencial de Austria, la décima elección popular de un jefe de Estado austriaco, con la presencia de cinco candidatos, incluido el presidente en funciones, Thomas Klestil, ya estaba confirmado para las elecciones. Fue el cuarto presidente de Austria en comenzar un segundo mandato. Murió el 6 de julio de 2004, sólo dos días antes de que su sucesor, Heinz Fischer, asumiera el cargo.

## Candidatos
El presidente en funciones Thomas Klestil, según la Constitución, pudo volver a presentarse a las elecciones. Los otros candidatos fueron:
- Gertraud Knoll: Apoyado por Los Verdes-La Alternativa Verde.
- Heide Schmidt: Candidato del Foro Liberal, que participó en una elección presidencial por segunda vez después de su candidatura sin éxito para el FPÖ en las elecciones de 1992.
- Richard Lugner: Candidato independiente.
- Karl Walter Nowak: Escritor y candidato independiente.

## Resultados
| Candidato         | Partido                         | Votos     | Porcentaje |
| ----------------- | ------------------------------- | --------- | ---------- |
| Thomas Klestil    | Partido Popular Austríaco       | 2,644,034 | 63.40      |
| Gertraud Knoll    | Los Verdes-La Alternativa Verde | 566,551   | 13.59      |
| Heide Schmidt     | Foro Liberal                    | 464,625   | 11.14      |
| Richard Lugner    | Independiente                   | 413,066   | 9.91       |
| Karl Walter Nowak | Independiente                   | 81,043    | 1.94       |
| Votos válidos     | Votos válidos                   | 4,169,319 | 100.00     |
| -> Votos nulos    | -> Votos nulos                  | 181,953   |            |
| -> Participación  | -> Participación                | 4,351,272 | 74.40      |
| Registrados       | Registrados                     | 5,848,584 |            |

- Datos: Q1065093